# Minus (skivbolag)
Minus är ett kanadensiskt skivbolag startat av Richie Hawtin 1998. Innan dess hade Hawtin tillsammans med John Acquaviva skivbolaget Plus 8 som fokuserade på hård techno. Som namnet Minus antyder så tar skivbolaget några steg tillbaka och fokuserar på minimal, tunnare electro och techno. Bland artisterna som släppt musik på bolaget finns Theorem, Matthew Dear, Plexus, Magda och Loco Dice.